# Fauna Europaea
Fauna Europaea (afgekort als FaEu) is een database samengesteld uit de wetenschappelijke namen, taxonomie en verspreiding van alle meercellige Europese land- en zoetwater-dieren. De database wordt sinds 2004 actueel gehouden. Het project werd gefinancierd door de Europese Commissie voor een periode van vier jaar van 1 maart 2000 tot 1 maart 2004.